# Gilbert Baker
Gilbert Baker   (Chanute, 2 de juny de 1951 - Nova York, 31 de març de 2017) fou un artista estatunidenc i activista dels drets dels LGBT que va dissenyar la bandera LGBT l'any 1978.
La bandera de Baker va arribar a ser àmpliament associada amb les causes dels drets LGBT, un símbol de l'orgull gai que es va convertir en omnipresent en les dècades des del seu debut. El senador de l'estat de Califòrnia Scott Wiener va dir de Baker «va ajudar a definir el moviment LGBT modern».

## Biografia
Baker va néixer el 2 de juny de 1951 a Chanute, Kansas. Es va criar a Parsons, Kansas, on la seva àvia posseïa una botiga de roba de dona. El seu pare era jutge i la seva mare era mestra.
Va servir en l'Exèrcit dels Estats Units de 1970 a 1972. Va ser destinat a San Francisco en l'època del moviment d'alliberament LGBT. Després de ser llicenciat amb honors, va decidir aprendre costura de manera autodidacta i va començar a dissenyar pancartes per a les manifestacions en contra de la guerra i en favor dels drets dels homosexuals. Va ser durant aquests anys que va conèixer i va entaular amistat amb el polític i activista Harvey Milk. També es va unir al grup activista gai Sisters of Perpetual Indulgence, del que va dir que «al principi era glamurós i polític, però quan el Sisters es va fer més organitzat, em vaig convertir en una eina de l'ala dreta i en el recaptador de diners per Jerry Falwell», en referència al vídeo i imatges que el grup va fer servir per als esforços de l'ala dreta cristiana, «així que ho vaig deixar».
El 1979 va començar a treballar en la Paramount Flag Company de San Francisco. Baker va dissenyar des de llavors panells publicitaris per a personatges polítics de la talla del primer ministre de la República Popular de la Xina, per als presidents de França, Veneçuela i Filipines, o per al rei d'Espanya. També va realitzar diversos treballs per al Partit Demòcrata, a més de diverses creacions per a nombrosos actes civils, especialment per al Dia Internacional de l'Orgull LGBT de San Francisco. El 1984, va dissenyar banderes per a la Democratic National Convention.
El 1994, Baker es va traslladar a Nova York on va continuar amb el seu treball creatiu i el seu activisme. Aquest any va crear la bandera més gran del món (en aquell moment) per a la celebració del 25è aniversari dels aldarulls de Stonewall.
El 2003, per commemorar el també 25è aniversari de la bandera LGBT, Baker va crear una bandera de 2 km que recorria Cayo Hueso, des del golf de Mèxic fins a l'oceà Atlàntic. Després de les celebracions, va enviar diferents seccions de la bandera a més de cent ciutats de tot el món. A causa de la seva creació de la bandera LGBT, Baker va utilitzar sovint el nom de drag queen «Busty Ross», en referència a Betsy Ross.
Baker, va morir mentre dormia el 31 de març de 2017, segons va informar l'oficina dels metges forenses de la ciutat de Nova York, a l'edat de 65 anys, a la seva residència a la ciutat de Nova York. La portaveu de l'oficina, Julie Bolcer, va declarar en un correu electrònic que es va determinar que la causa de la mort va ser una malaltia cardiovascular hipertensiva i arterioescleròtica. Després de la mort de Baker, el senador de l'estat de Califòrnia, Scott Wiener, va dir de Baker «va ajudar a definir el moviment LGBT modern». En memòria de Baker, NewFest i NYC Pride es van associar amb un equip de disseny per crear «Gilbert», una font d'arc de Sant Martí inspirada en la bandera LGBT.

## Bandera LGBT

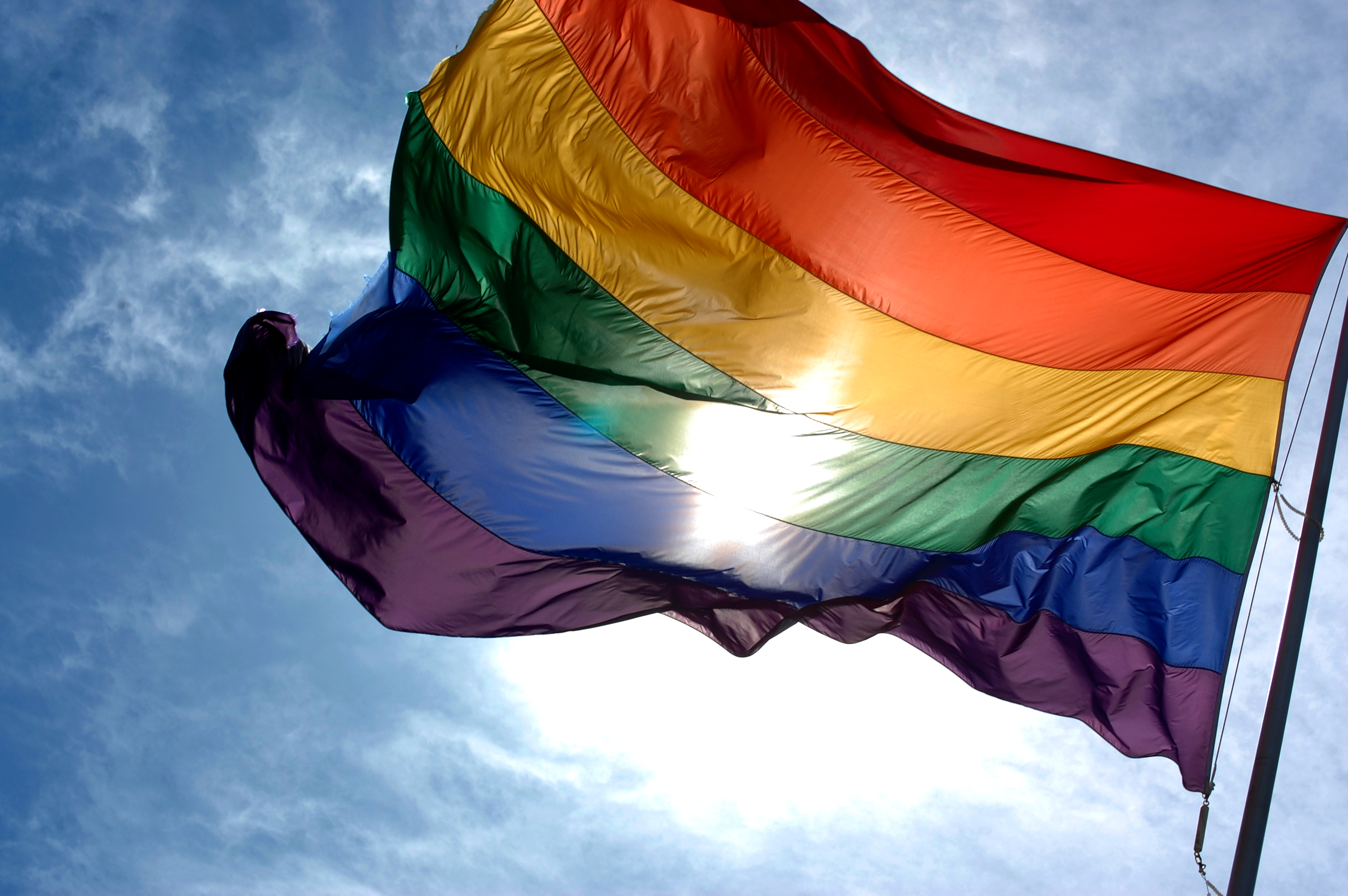
La versió de sis colors de la bandera LGBT és la més comunament utilitzada. La versió original de 1978 tenia dos franges addicionals (rosa i turquesa) que van ser retirades per raons pràctiques i de fabricació

Va onejar per primera vegada al Festival de l'Orgull de San Francisco, el 25 de juny de 1978. Les dues primeres banderes de la desfilada van ser cosides i tenyides a mà per l'artista amb l'ajuda de trenta voluntaris a la galeria de l'àtic de la planta superior del Centre de la Comunitat Gai, al 330 Grove Street de San Francisco. A causa que no podien utilitzar colorants en les rentadores públiques, van esperar fins a la nit per esbandir el tint de la tela i van ficar lleixiu a les rentadores quan van acabar.
Els seus colors pretenen reflectir la diversitat de la comunitat LGBT. Els vuit colors que componen el disseny original tenen els següents significats:
| Rosa     |  | Sexualitat   |
| Vermell  |  | Vida         |
| Taronja  |  | Salut        |
| Groc     |  | Llum del Sol |
| Verd     |  | Natura       |
| Turquesa |  | Art          |
| Blau     |  | Harmonia     |
| Violeta  |  | Esperit      |

El disseny ha sofert canvis, a causa de la disponibilitat de teles en el mercat. En 2008, la variant més estesa posseeix sis franges horitzontals de colors vermell, taronja, groc, verd, blau i violeta, i el vermell apareix a la part superior, tal com apareixeria en un arc de Sant Martí. Baker es referia a ella com «la versió comercial», ja que va sorgir arran de les necessitats de facilitar la seva producció en massa.
En concret, la bandera va perdre la seva franja rosa quan Baker la va portar a la Paramount Flag Company per a la seva producció en massa, i la tela de color rosa era massa rara i cara per incloure-la. La seva franja turquesa la va perdre abans de la Gay Freedom Day Parade de 1979, quan el comitè organitzador de la desfilada volia fer-la onejar en dues meitats, lligades als pals de llum al llarg d'ambdós costats del Market Street, de manera que es va convertir en una bandera de sis franges per a poder-la dividir en dues parts iguals.

## Cinema i televisió
El 2003, Baker i el seu projecte de Key West van ser objectes en Rainbow Pride, un llargmetratge documental de Marie Jo Ferron, comprat per PBS National i emès per primera vegada a Nova York en el WNET. Forner va recrear la seva bandera original per a la pel·lícula Em dic Harvey Milk, guanyadora de l'Oscar a la millor pel·lícula 2008, i es mostra sent entrevistat en un dels curtmetratges del llançament del DVD.
En 2017, Baker va aparèixer en When We Rise, de Dustin Lance Black. A la segona part de la minisèrie es mostra a Baker cosint la bandera i més tard explicant a Ken Jones el raonament dels colors que havia escollit.

## Museus i arxius
Els treballs i objectes històrics relacionats amb Baker estan exposats en diversos museus importants i arxius de col·leccions. La GLBT Historical Society de San Francisco posseeix una de les màquines de cosir que Baker va utilitzar per produir les banderes LGBT originals en 1978, juntament amb una de les reconstruccions d'edició limitada del disseny de vuit franges que va produir amb motiu del 25è aniversari de la bandera.
El 2015, el Museu d'Art Modern de Nova York va adquirir exemplars de la bandera LGBT per la seva col·lecció de disseny, on els curadors ho van classificar com «un símbol internacionalment reconegut similar en importància al logotip de Creative Commons i el símbol de reciclatge».